# (133094) 2003 ND5
(133094) 2003 ND5 es un asteroide perteneciente al cinturón de asteroides descubierto el 5 de julio de 2003 por John Broughton desde el Observatorio de Reedy Creek, Gold Coast (Queensland), Australia.

## Designación y nombre
Designado provisionalmente como 2003 ND5.

## Características orbitales
2003 ND5  está situado a una distancia media del Sol de 2,592 ua, pudiendo alejarse hasta 3,159 ua y acercarse hasta 2,025 ua. Su excentricidad es 0,219 y la inclinación orbital 15,624 grados. Emplea 1524,50 días en completar una órbita alrededor del Sol.

## Características físicas
La magnitud absoluta de 2003 ND5 es 15,27. Tiene 5,599 km de diámetro y su albedo se estima en 0,074.